# Agnes Dürer
 (septembre 2012).
Pour les articles homonymes, voir Dürer.
Agnes Dürer, née Agnes Frey, née en 1475 à Nuremberg et morte le 28 décembre 1539 à Nuremberg, est l'épouse d'Albrecht Dürer.

## Biographie

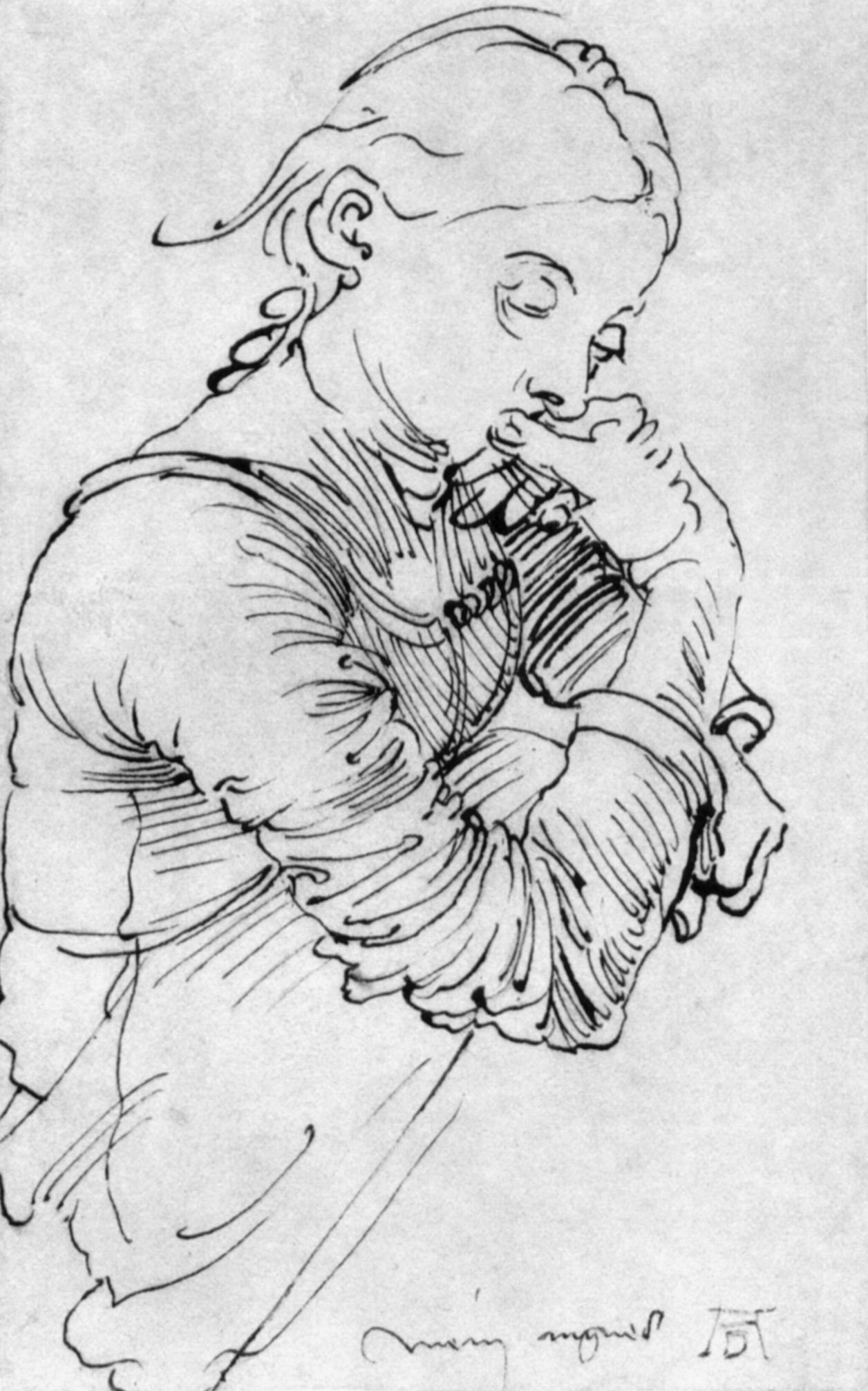
Mein Agnes, dessin d'Albrecht Dürer en 1494.

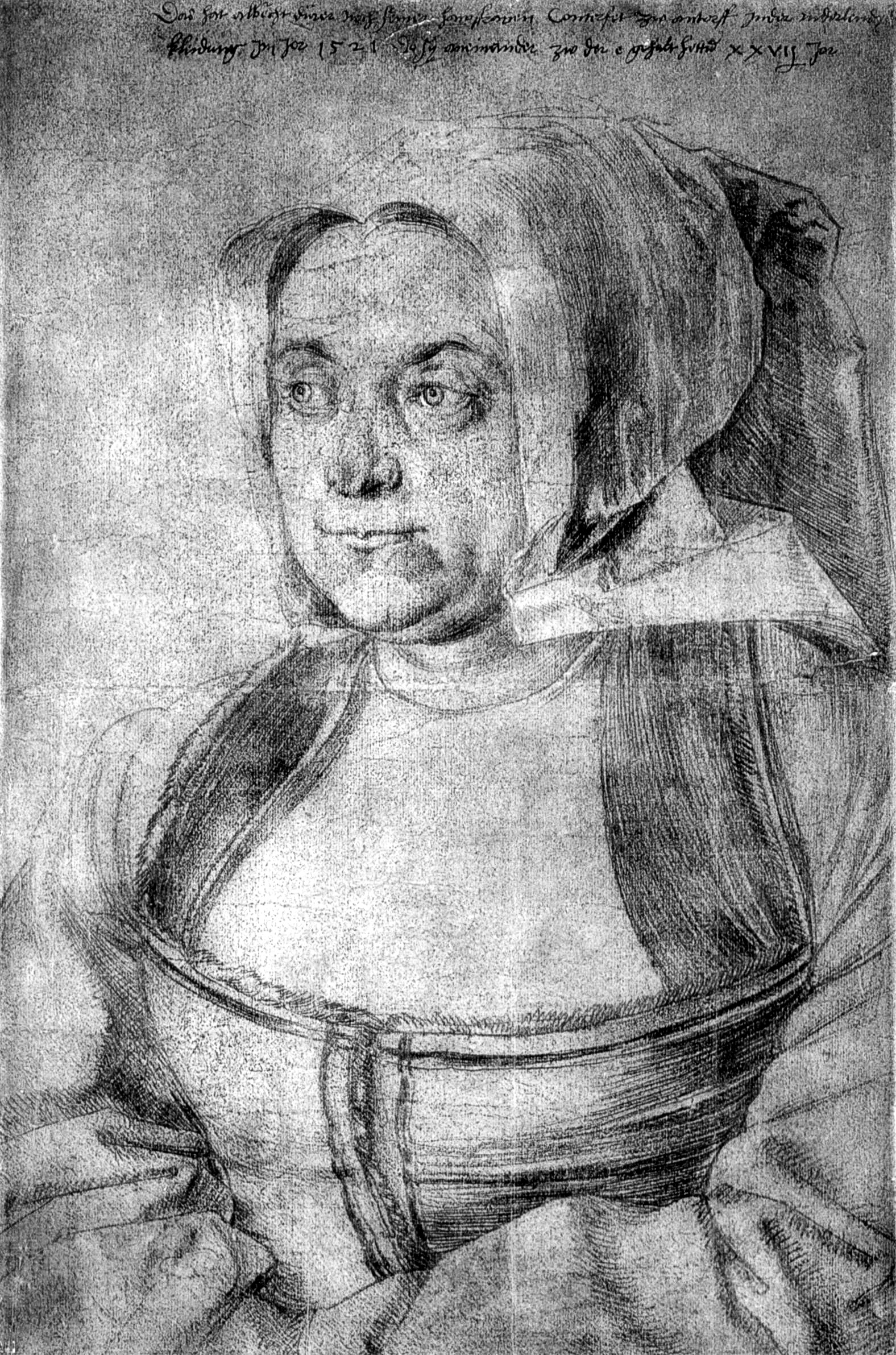
Agnès, en costume hollandais en 1521.

Agnes Frey est la fille du fondeur Hans Frey, harpiste réputé, et semble-t-il constructeur de fontaines, et de son épouse Anna.
Le 7 juillet 1494, elle devient l'épouse d'Albrecht Dürer. Dans la Chronique familiale, Dürer décrit des fiançailles conformes aux coutumes d'alors : « Lorsque je fus revenu à la maison, Hans Frey traita avec mon père et me donna sa fille Agnes, et avec elle deux cents florins. » Ce mariage reste sans enfant.
Il semble que leur couple ne s'accordait pas fort. Albrecht la laisse déjà seule, à 19 ans, après quatre mois de mariage, pour partir en Italie. Elle ne l'accompagne pas non plus lors de son second voyage. Elle a la charge, avec la mère de Dürer de vendre ses gravures.
En juillet 1512, elle l'accompagne dans son voyage en Hollande avec une domestique. Pendant ce voyage, Dürer signale souvent qu'ils ne mangent jamais ensemble et qu'elle détestait particulièrement ses amis.
Elle a été maintes fois peinte et dessinée par Dürer. Un dessin datant de 1494 est son premier portrait connu. Elle apparaît aussi dans la peinture de Sainte-Anne et dans un autre dessin, en costume de Hollandaise. Dans la plupart des portraits, Agnes est d'aspect plutôt sec ; elle apparaît très tôt sous les traits d'une corpulente matrone.
Elle vend les estampes de Dürer dans plusieurs foires, et notamment celles de Leipzig et Francfort.
Au décès de son époux, elle hérite d'une fortune considérable : elle se partage avec les deux frères encore en vie de Dürer, Endres et Hans Dürer, 7 000 florins d'argent, des œuvres et des écrits. C'est elle qui disperse ses aquarelles.